# Ернест Фройд
Ернест Фройд е британски психоаналитик от австрийски произход..

## Биография
Внук е на Зигмунд Фройд и син на дъщеря му Софи и Макс Халберщад. На седем години, той става пациент на леля си Ана Фройд, която използва това лечение за цялостната си насока към развитие на детската психоанализа. След поредица от пътувания, включително едно в Палестина, където той е бил близо до Макс Айтингон, той се завръща във Виена, където трябва да бяга в Лондон през 1938 г., когато дядо си и леля му се присъединяват към него. Той работи с малки деца оцелели от войната, преди да учи психология в Колежа Биркбек.
След това той се присъединява към Института по психоанализа и е анализиран от Хедвиг Хофер. Той следва учението на Мелани Клайн, Доналд Уиникът и други.